# Senecio halleri
Senecio halleri is een kruiskruidsoort die inheems is in de Alpen, in de Savoi, in de "Grajische Alpen" en de "Wallische Alpen". Ze is zeldzaam en in Italië beschermd. De populatie in Zwitserland is stabiel, maar de soort staat daar wel op de rode lijst. Ze komt voor op hoogten tussen de 1750 en de 3600 meter.

## Beschrijving
De plant is 5-15 cm hoog en zowel de rechtopgaande stengel, grondbladeren en omwindselbladen zijn grijs tot witviltig behaard. De stengels zijn onvertakt en dragen een enkel bloemhoofdje van 2-2,5-3 cm breed. De binnenste omwindselbladen zijn pm 20 in getal en gepunt. Er zijn 7-20 gele straalbloemen. Het pappus is 4-5 mm lang.
De spatelvormige bladeren zijn stomp getand tot gelobd tot veerdelig. De onderste bladen zijn pm 6 cm lang.

## Ecologie
Deze Hemikryptophyt komt vooral op steenachtige grond op een silicaatbodem voor. Ontkieming van zaden vindt plaats na een vorstperiode.
... · 
S. alpinus · 
S. bosniacus · 
S. doronicum · 
S. fluviatilis (Rivierkruiskruid) · 
S. glastifolius · 
S. halleri · 
S. haworthii · 
S. helenitis (Spatelkruiskruid) · 
S. inaequidens (Bezemkruiskruid) · 
S. incanus · 
S. keniensis · 
S. keniodendron · 
S. ovatus (Schaduwkruiskruid) · 
S. squalidus (Glanzend kruiskruid) · 
S. sylvaticus (Boskruiskruid) · 
S. triangularis · 
S. vernalis (Oostelijk kruiskruid) · 
S. viscosus (Kleverig kruiskruid) · 
S. vulgaris (Klein kruiskruid) · 
S. wootonii · 
...